# Lejonet (stjärntecken)
Lejonet (latin: Leo; grekiska: Λέων, Leōn; symbol: ♌) är ett astrologiskt stjärntecken i zodiaken.

## Historik
Stjärntecknets namn har förklarats med att när solen befann sig bland dess stjärnor, i mitten av sommaren, lämnade öknens lejon sina vanliga jaktställen och kom till Nilens stränder, för att komma undan värmen och svalka sig i vattnen från Nilens regelbundna översvämningar. Plinius den äldre skrev att egyptierna dyrkade stjärnorna i Lejonet eftersom Nilens vatten steg när solen inträdde i stjärnbilden.
Lejonets stjärnbild kan ses i en ristning på väggarna i Ramesseum i Thebe.